# هویج
هویج، گزر،(زردک به فارسی دری)یا(سبزی به فارسی تاجیکی)، گیاهی خوراکی و دوساله از خانواده چتریان است. هویج معمولاً به رنگ نارنجی، زرد یا سفید، یا مخلوطی از قرمز و سفید است و تازهٔ آن بافتی خشک و ترد دارد و برای تقویت بینایی خوب است.
نوع زرد آن را هویج زردک می‌نامند.
هویج یک سبزی ریشه‌دار یا غده ای خوراکی است که می‌توان آن را خام یا خردشده یا رنده‌شده در سالاد خورد و بیشتر در پخت سوپ‌ها و خورش‌ها کاربرد دارد. بتاکاروتن، دوپاری از ویتامین آ، در هویج به فراوانی یافت می‌شود و رنگ نارنجی خاصّ این سبزی نیز به همین خاطر است. به‌علاوه هویج منبعی غنی از فیبر خوراکی، آنتی‌اکسیدان‌ها و موادّ معدنی به‌شمار می‌رود. هویج می‌تواند به‌طور مصنوعی در رنگ‌های گوناگونی به عمل بیاید.

## واژه‌شناسی
واژه هویج ضبط نادرست واژه حویج است. حویج هم به معنی دیگ‌افزار(داروهای خوشبویی که در دیگ خوراک پزی ریزند؛ ادویه‌جات و سبزی‌های خوردنی) است و مخفف حوایجِ آشپزخانه است که به مرور زمان معنی خود را مخصوص به گیاه هویجی کرد که امروزه می شناسیم.

## تاریخچه
تاریخ نوشتاری و پژوهش‌های ژنتیک مولکولی هردو نشان می‌دهند که خاستگاه واحد هویج اهلی آسیای مرکزی است. نیاکان وحشی هویج احتمالاً از سرزمین فارس(ایران) منشأ گرفته‌است که همچنان مرکز تنوع هویج وحشی است. احتمالاً در طول قرن‌ها تلخی یک زیرگونه طبیعی تولید شده از هویج وحشی با زادگیری گزینشی کاهش و شیرینی‌اش افزایش یافت و چوبی بودن هسته اش به حداقل رسید؛ و در این مرحله هویج آشنای اهلی تولید شد.
اولین بار هویج نه به خاطر ریشه‌اش بلکه به خاطر برگ‌های معطر و دانه‌هایش کاشته شد. دانه‌های هویج در سوئیس و آلمان جنوبی یافته شده‌اند که به ۲۰۰۰ الی ۳۰۰۰ قبل از میلاد مربوط می‌شوند. هنوز هم تعدادی از خویشاوندان نزدیک هویج مثل جعفری، گشنیز، رازیانه، شوید و زیره سبز به خاطر برگ و دانهٔ آن‌ها کشت می‌شوند. اولین مطلب در مورد استفاده از ریشهٔ گیاهان در منابع کلاسیک مربوط به قرن اول است. رومی‌ها ریشهٔ گیاهی به نام pastinaca را می‌خوردند. که شاید هویج یا گیاه نزدیک به آن شقاقل باشد.

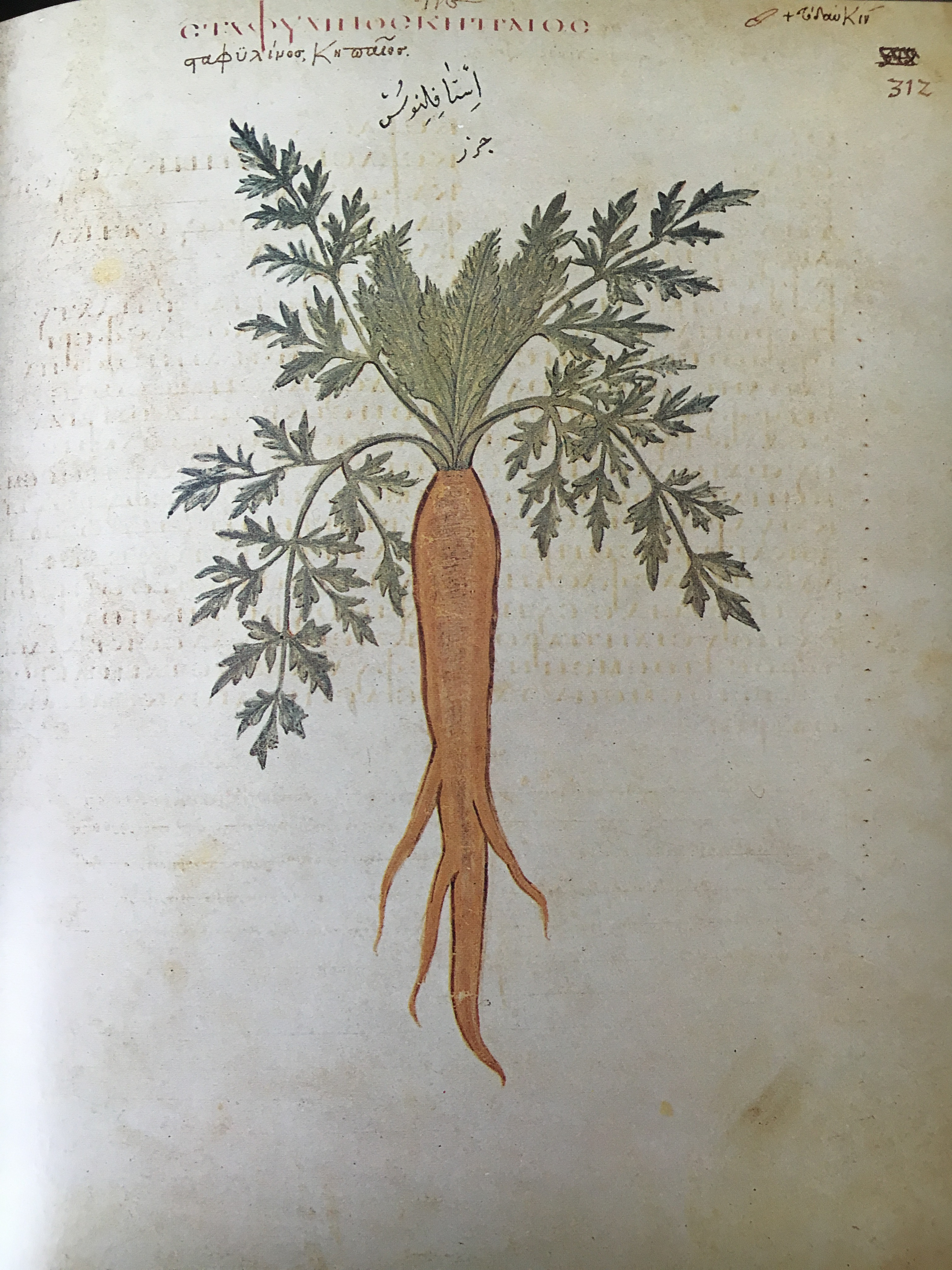
تصویری که برچسب «هویج باغی» خورده‌است از جولیانا آنیسیا کوداکس، یک کپی قرن ششمی قسطنطنیه‌ای از دیوسکوریدس کتاب دستور داروسازی قرن یکمی یونانی. صفحه روبرو می‌گوید: «ریشه را می‌توان پخت و خورد».

این گیاه در امپراتوری روم شرقی در نسخه‌ای قرن ششم میلادی قسطنطنیه‌ای از دائرةالمعارف تذهیب شده د ماتریا مدیکا-در مورد علف‌ها و گیاهان دارویی - نوشته پزشک یونانی دیوسکوریدس رسم و توصیف شده‌است. سه نوع هویج مختلف رسم شده و در متن نوشته شده‌است: «می‌توان ریشه را پخته و خورد.»
گیاه در قرن هشتم توسط مورها به اسپانیا معرفی شد.
در قرن دهم ریشه‌هایی که در غرب آسیا، هندوستان و اروپا می‌روییدند به رنگ بنفش بودند. در همان زمان‌ها هویج‌های مدرن در افغانستان رشد کرده بودند.سیمئون سث، پژوهشگر یهودی قرن یازدهم
مانند ابن العوام کشاورز عرب-اندلسی قرن دوازدهم هم هویج قرمز و هم زرد را توصیف کرده‌است.
هویج اهلی در قرن ۱۴ در چین و در قرن ۱۸ در ژاپن ظاهر شد.
هویج نارنجی رنگ در قرن هفدهم در هلند ظاهر شد، که مربوط به این واقعیت است که پرچم هلند در آن زمان به رنگ نارنجی بود. جان اوبری عتیقه‌شناس این هویج‌های جدید را اینگونه توصیف کرده‌است: «هویج برای اولین بار در بکینگتون در شهرستان سامرست کاشته شد. بعضی از افراد بسیار پیر آنجا[در ۱۶۶۸] اولین باری را که هویج به آنجا آورده شد را به یاد می‌آورند.» مهاجران اروپایی هویج را در قرن هفدهم به کلونی‌های آمریکا معرفی کردند.

هویجی که بیرونش بنفش و درونش به رنگ نارنجی است از سال ۲۰۰۲ در مغازه‌های بریتانیا به فروش می‌رسد.

## توصیف
هویج گیاهی دو ساله است. در سال اول، رزت برگهایش مقدار زیادی شکر تولید می‌کنند، که در ریشه عمودی آن ذخیره می‌شود تا برای گل دادن گیاه در سال دوم انرژی لازم را فراهم کند.
بلافاصله پس از جوانه زدن، نهال هویج نشان می‌دهد که تمایز مشخصی بین ریشه عمودی و ساقه نشان می‌دهد: ساقه ضخیم‌تر و فاقد ریشه‌های جانبی است؛ و در بخش بالایی انتهای ساقه لپه‌ها قرار دارند. اولین برگ واقعی در حدود ۱۰ الی ۱۵ روز پس از جوانه زدن ظاهر می‌شود.

## تقویت بینایی
در جنگ جهانی دوم، و بعد از اختراع رادار توسط ارتش انگلستان، نیروی هوایی سلطنتی انگلستان برای گمراه ساختن ارتش آلمان این شایعه را رواج داد که خلبانانشان به این دلیل در شب خوب می‌بینند که هویج مصرف می‌کنند این در صورتی است که بتاکاروتن موجود در هویج سبب بهبود بینایی نمی‌شود.

## مواد غذایی
هویج دارای ویتامین‌های  ب۶، کا و آلفا و بتا کاروتن (ماده‌ای که موجب نارنجی شدن آن می‌شود) و مواد معدنی مختلف است همچنان در هویج ماده ای است که موجب ساخت ویتامین A در بدن میشود.  هویج پخته بیشتر از هویج خام آنتی‌اکسیدان دارد.

## تولید
طبق آمار فائو، در سال ۲۰۰۵، چین بزرگ‌ترین تولیدکنندهٔ هویج و شلغم بود. چین دست‌کم یک‌سوم از تولید جهانی این محصولات را برعهده دارد و پس از این کشور، روسیه و ایالات متحده قرار دارند.
| کشور                                   | تولید (میلیون تن) |
| -------------------------------------- | ----------------- |
| چین                                    | ۲۰٫۵              |
| اتحادیه اروپا                          | ۵٫۹               |
| ازبکستان                               | ۲٫۳               |
| روسیه                                  | ۱٫۸               |
| ایالات متحده آمریکا                    | ۱٫۴               |
| اوکراین                                | ۰٫۹               |
| جهان                                   | ۴۲٫۷              |
| Source: FAOSTAT of the سازمان ملل متحد |                   |

| بزرگ‌ترین تولیدکنندگان هویج و شلغم در سال ۲۰۲۰ | بزرگ‌ترین تولیدکنندگان هویج و شلغم در سال ۲۰۲۰ |
| کشور                                          | تولید (میلیون تن)                             |
| --------------------------------------------- | --------------------------------------------- |
| چین                                           | ۱۸٫۱                                          |
| ازبکستان                                      | ۲٫۹                                           |
| ایالات متحده آمریکا                           | ۱٫۶                                           |
| روسیه                                         | ۱٫۴                                           |
| اندونزی                                       | ۰٫۷                                           |
| قزاقستان                                      | ۰٫۶                                           |
| ژاپن                                          | ۰٫۶                                           |
| جهان                                          | ۴۱                                            |

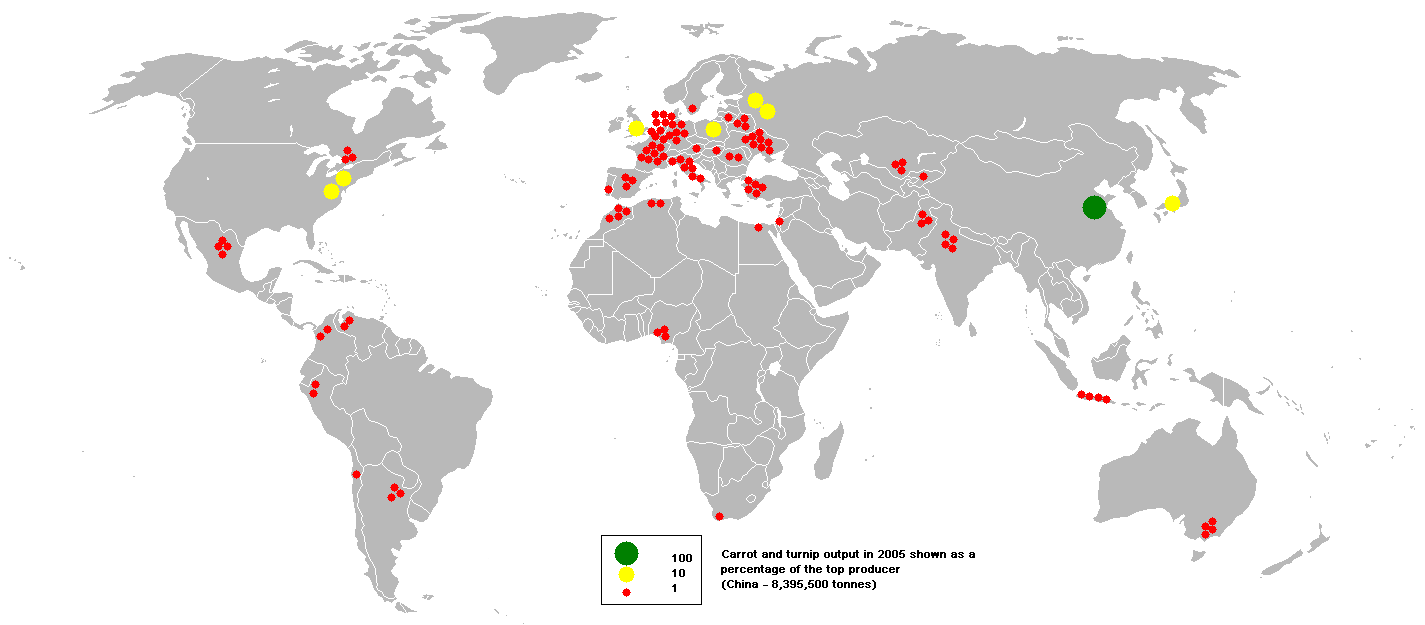
تولید هویج و شلغم در سال ۲۰۰۵. سبز: بزرگ‌ترین تولیدکننده (چین). زرد: دیگر تولیدکنندگان بزرگ. قرمز: تولیدکنندگان کوچک

در سال ۲۰۲۰، تولید جهانی هویج (ترکیب با شلغم) ۴۱ میلیون تن بود که چین ۴۴٪ از کل جهان را تولید کرد. دیگر تولیدکنندگان اصلی ازبکستان و ایالات متحده بودند.

## خواص
مقدار مواد مغذی در ۱۰۰ گرم هویج
انرژی ۴۳ کالری، پروتئین ۱ گرم، کربوهیدرات ۱۰ گرم، فیبر ۳ گرم، چربی ۰ گرم، کلسترول ۰ گرم، سدیم ۳۵ میلی‌گرم، کلسیم ۲۷ میلی‌گرم، آهن ۱ میلی‌گرم، ویتامین ث ۹ میلی‌گرم، ویتامین آ ۲۸۱۲۹ واحد بین‌المللی

## انواع هویج
هویج دارای رنگها و خواص متفاوتی است. رنگهای هویج عبارتند از هویج نارنجی ، بنفش ، زرد ، سفید و قرمز .
هویج نارنجی
هویج نارنجی شامل بتاکاروتن و آلفا کاروتن می‌ باشد که هر دو در رنگ دانه نارنجی این گیاه وجود دارند. دارای درصد بالایی از پیش ساز ویتامین A می‌ باشد که برای سلامتی چشم مفید است. این نوع هویج بیشتر در اروپا و کشورهای آسیای شرقی وجود دارد.
هویج بنفش
کمیاب ترین و ارزشمندترین هویج در جهان که در قسمت‌هایی از اروپا و شمال افریقا و آسیا می‌روید.این هویج اولین بار  در ایران و در شهرستان سلماس آذربایجان غربی رویت شد. ولی به دلیل رنگ دادن به غذا قرنها مورد توجه قرار نگرفت تا آنکه در اواخر قرن بیستم ارزش غذایی آن آشکار شد. هویج بنفش نوعی هویج است که سرشار از آنتی اکسیدان هایی به نام آنتوسیانین می باشد و خواص ضد التهابی قوی آن از سلامت قلب حمایت می کند، باعث لاغری و کاهش وزن می شود و خطر ابتلا به سرطان را کاهش می دهد. علاوه بر آنتوسیانین ها، در هویج بنفش سایر آنتی اکسیدان های پلی فنولی مانند اسید کلرژن و اسید کافئیک نیز یافت می شود.در هویج بنفش به طور متوسط ۹ برابر سایر انواع هویج ها آنتی اکسیدان پلی فنول یافت می شود. پلی فنل ها باعث کاهش خطر ابتلا به بیماریهای قلبی، کاهش قدرت ذهنی و برخی انواع سرطان می شوند.امروزه درتمام جهان این هویج کمیاب خواهان بسیاری دارد. هویج بنفش دارای پوست بنفش و قسمت میانی آن نارنجی یا زرد است.
هویج زرد
هویج زرد ایرانی مزه خیار می‌دهد و به هویج وحشی، زردک و نرگس نیز معروف است. علاوه بر طعم خوب، خواص دارویی زیادی نیز دارد. هویج زرد شامل گزانتوفیل است (رنگدانه‌ ای شبیه بتاکاروتن) و به بینایی چشم کمک و از سرطان جلوگیری می‌کند. این نوع هویج بیشتر در کشورهای آسیایی یافت می‌ شود.
هویج زرد باعث پایین‌ آوردن کلسترول خون و کاهش احتمال ابتلا به بیماری دیابت می شود. برگهای این گیاه شبیه به جعفری و گشنیز است که مستقیماً از غده زیرزمینی گیاه منشعب می شود. همچنین زردک از آزاد شدن هورمون گرلین، هورمونی که محرکِ احساس گرسنگی و از سلولهای سقف معده و سلول‌ های پانکراس ترشح می‌ شود، جلوگیری خواهد کرد.

هویج سفید
این نوع هویج فاقد رنگ دانه است اما بسیاری از ترکیبات مفید دیگر نظیر فیتوکمیکال‌ ها را دارا می‌ باشد. هویج سفید نسبت به انواع دیگر هویج ها ارزش تغذیه‌ ای کمتری دارد و در افغانستان، ایران و پاکستان یافت می‌ شود
هویج قرمز
هویج قرمز یک غده زیرزمینی است که یک نوع سبزی خوراکی به شمار می رود. غده زیرزمینی این گیاه باریک، دراز و قرمز رنگ است. پوست نازکی دارد. داخلش کاملا قرمز است. این گیاه معمولاً همراه با پوست مصرف می شود. شامل لیکوپن (نوعی کاروتنوئید) است. این رنگ دانه در گوجه فرنگی و هندوانه هم یافت می‌ شود.
لیکوپن از بیماریهای قلبی و انواع سرطان مثل سرطان پروستات جلوگیری می‌ کند. این نوع هویج بیشتر در هند و چین یافت می‌ شود به سرعت رشد می کند بنابراین می توان آن را پس از دو یا سه ماه برداشت کرد.

## نگارخانه

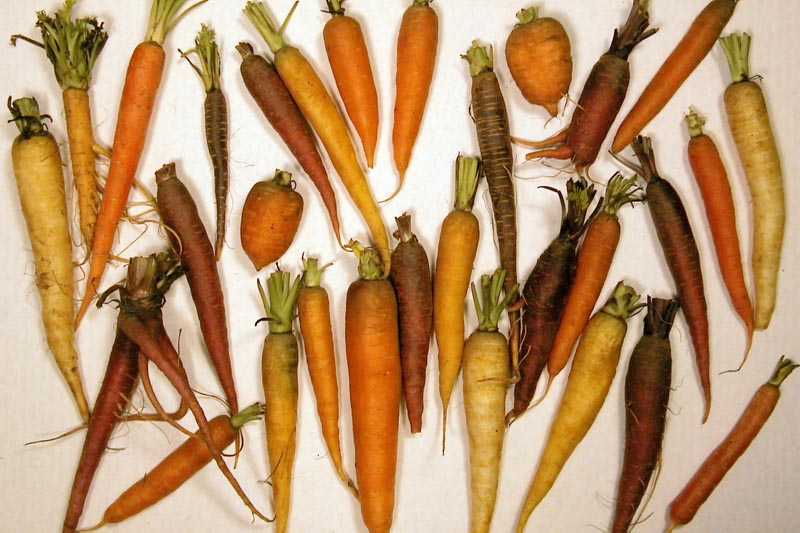
انواع هویج
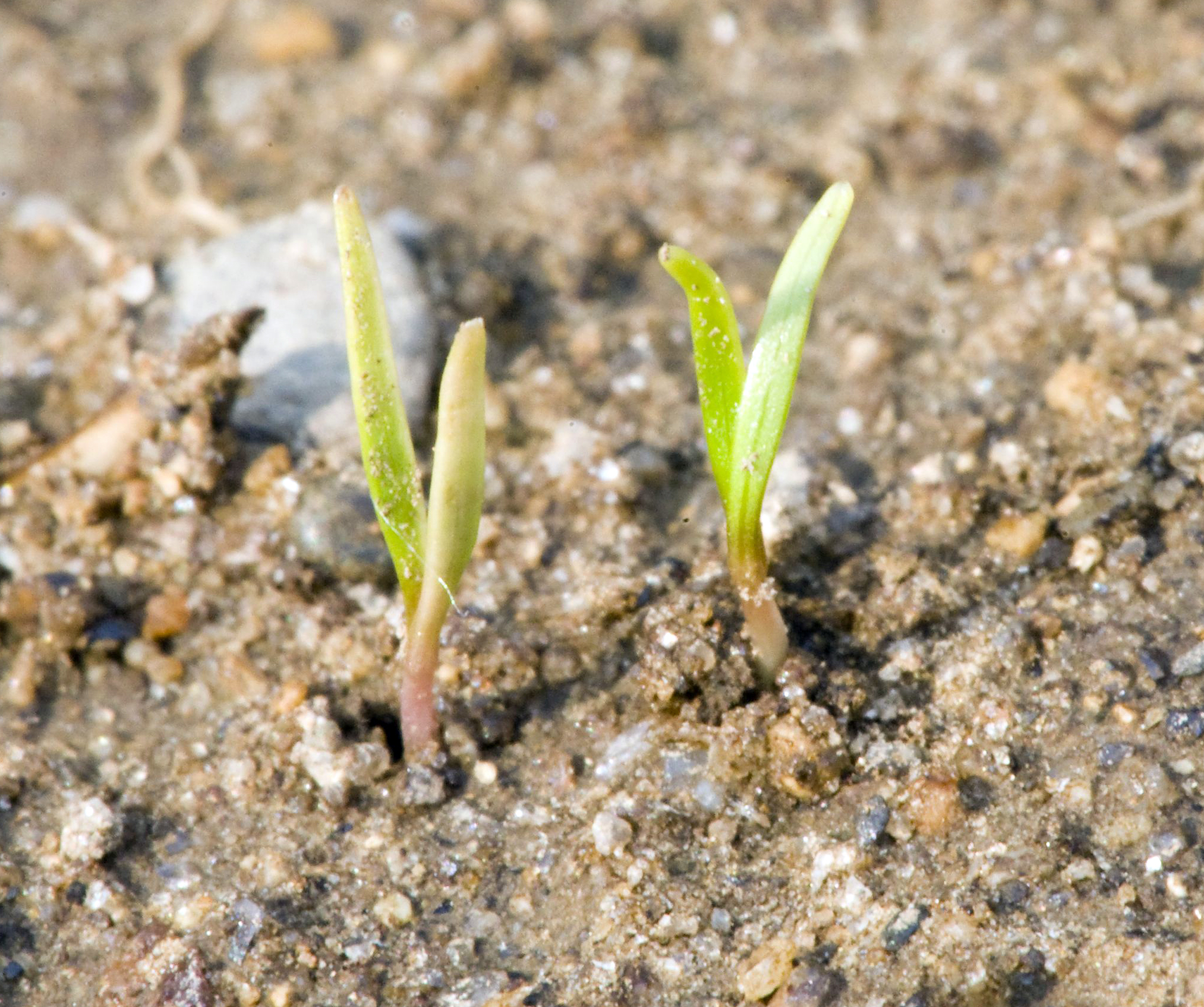
جوانه‌ها کمی بعد از رویش
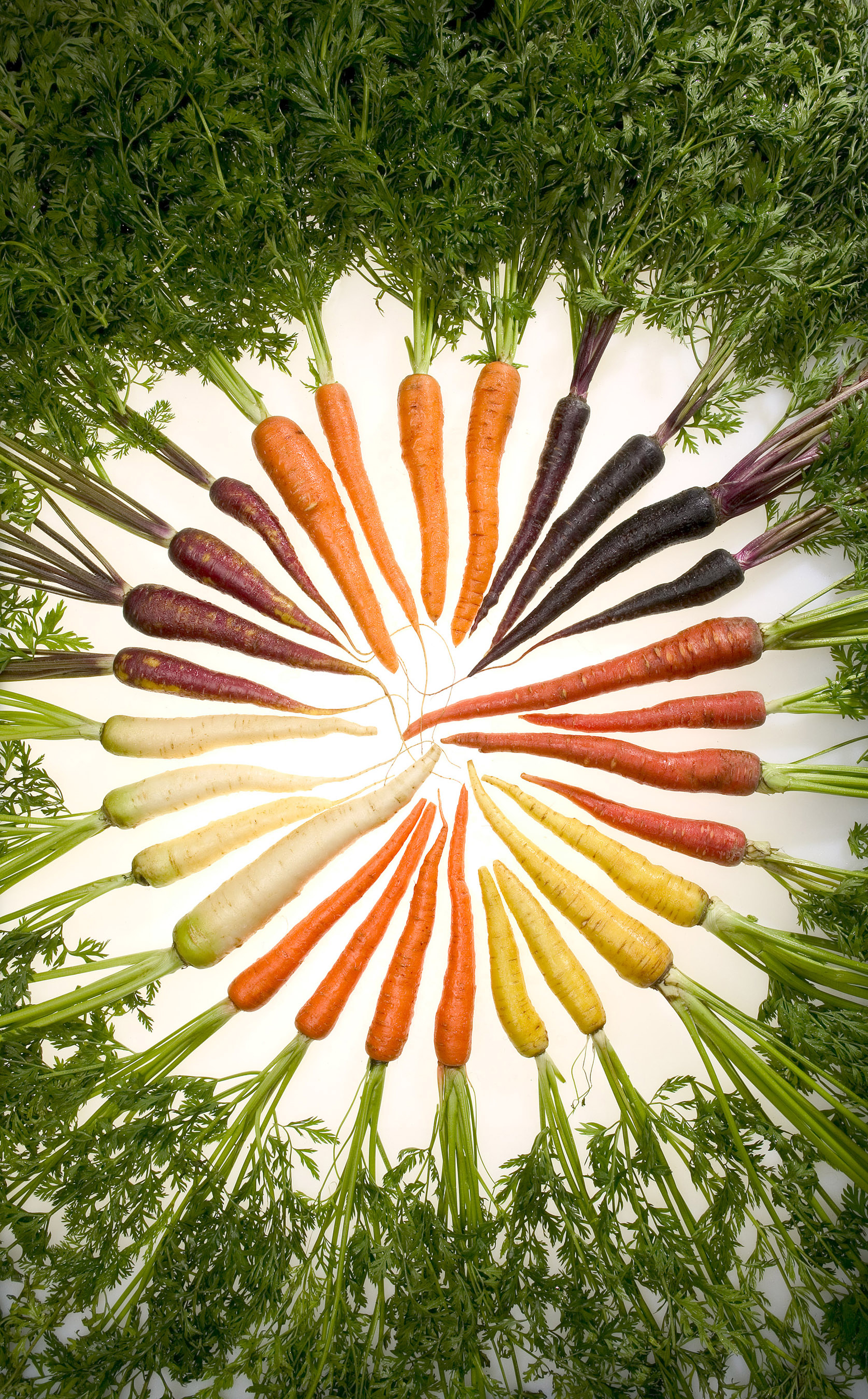
هویج در رنگ‌های مختلف